# Slope one
Slope One 是一系列应用于协同过滤的算法的统称。由 Daniel Lemire和Anna Maclachlan于2005年发表的论文中提出。 有争议的是，该算法堪称基于项目评价的non-trivial 协同过滤算法最简洁的形式。该系列算法的简洁特性使它们的实现简单而高效，而且其精确度与其它复杂费时的算法相比也不相上下。 . 该系列算法也被用来改进其它算法。.

## 协同过滤简介及其主要优缺点
协同过滤推荐（Collaborative Filtering recommendation）在信息过滤和信息系统中正迅速成为一项很受欢迎的技术。与传统的基于内容过滤直接分析内容进行推荐不同，协同过滤分析用户兴趣，在用户群中找到指定用户的相似（兴趣）用户，综合这些相似用户对某一信息的评价，形成系统对该指定用户对此信息的喜好程度预测。 
与传统文本过滤相比，协同过滤有下列优点: 
1. 能够过滤难以进行机器自动基于内容分析的信息。如艺术品、音乐。
2. 能够基于一些复杂的，难以表达的概念（信息质量、品位)进行过滤。
3. 推荐的新颖性。

尽管协同过滤技术在个性化推荐系统中获得了极大的成功，但随着站点结构、内容的复杂度和用户人数的不断增加，协同过滤技术的一些缺点逐渐暴露出来。 
主要有以下三点: 
1. 稀疏性(sparsity)：在许多推荐系统中，每个用户涉及的信息量相当有限，在一些大的系统如亚马逊网站中，用户最多不过就评估了上百万本书的1%~2%。造成评估矩阵数据相当稀疏，难以找到相似用户集，导致推荐效果大大降低。
2. 扩展性(scalability)：“最近邻居”算法的计算量随着用户和项的增加而大大增加，对于上百万之巨的数目，通常的算法将遭遇到严重的扩展性问题。
3. 精确性(accuracy)：通过寻找相近用户来产生推荐集，在数量较大的情况下，推荐的可信度随之降低。

## Item-based协同过滤 和 过适
当可以对一些项目评分的时候，比如人们可以对一些东西给出1到5星的评价的时候，协同过滤意图基于一个个体过去对某些项目的评分和（庞大的）由其他用户的评价构成的数据库，来预测该用户对未评价项目的评分。
例如: 如果一个人给披头士的评分为5（总分5）的话，我们能否预测他对席琳狄翁新专辑的评分呢？
这种情形下, item-based 协同过滤系统根据其它项目的评分来预测某项目的分值，一般方法为 线性回归 ({\displaystyle f(x)=ax+b}). 于是，需要列出x^2个线性回归方程和2x^2个回归量，例如：当有1000个项目时，需要列多达1,000,000个线性回归方程， 以及多达2,000,000个回归量。除非我们只选择某些用户共同评价过的项目对，否则协同过滤会遇到过适(过拟合) 问题。
另外一种更好的方法是使用更简单一些的式子，比如 {\displaystyle f(x)=x+b}：实验证明当使用一半的回归量的时候，该式子（称为Slope One）的表现有时优于线性回归方程。该简化方法也不需要那么多存储空间和延迟。
Item-based 协同过滤只是 协同过滤的一种形式.其它还有像 user-based 协同过滤一样研究用户间的联系的过滤系统。但是，考虑到其他用户数量庞大，item-based协同过滤更可行一些。

## 电子商务中的Item-based协同过滤
人们并不总是能给出评分，当用户只提供二进制数据（购买与否）的时候，就无法应用Slope One 和其它基于评分的算法。
二进制 item-based协同过滤应用的例子之一就是Amazon的 item-to-item 专利算法，该算法中用二进制向量表示用户-项目购买关系的矩阵，并计算二进制向量间的cosine相关系数。
有人认为Item-to-Item 算法甚至比Slope One 还简单，例如：
| 顾客 | 项目 1 | 项目 2 | 项目 3 |
| ---- | ------ | ------ | ------ |
| John | 买过   | 没买过 | 买过   |
| Mark | 没买过 | 买过   | 买过   |
| Lucy | 没买过 | 买过   | 没买过 |

在本例当中，项目1和项目2间的cosine相关系数为：
{\displaystyle {\frac {(1,0,0)\cdot (0,1,1)}{\Vert (1,0,0)\Vert \Vert (0,1,1)\Vert }}=0},
项目1和项目3间的cosine相关系数为：
{\displaystyle {\frac {(1,0,0)\cdot (1,1,0)}{\Vert (1,0,0)\Vert \Vert (1,1,0)\Vert }}={\frac {1}{\sqrt {2}}}},
而项目2和项目3的cosine相关系数为：
{\displaystyle {\frac {(0,1,1)\cdot (1,1,0)}{\Vert (0,1,1)\Vert \Vert (1,1,0)\Vert }}={\frac {1}{2}}}.
于是，浏览项目1的顾客会被推荐买项目3(两者相关系数最大),而浏览项目2的顾客会被推荐买项目3,浏览了项目3的会首先被推荐买项目1（再然后是项目2,因为2和3的相关系数小于1和3）。该模型只使用了每对项目间的一个参数（cosine相关系数）来产生推荐。因此，如果有n个项目，则需要计算和存储 n（n-1）/2 个cosine相关系数。

## Slope One 协同过滤
为了大大减少过适(过拟合)的发生，提升算法简化实现， Slope One 系列易实现的Item-based协同过滤算法被提了出来。本质上，该方法运用更简单形式的回归表达式({\displaystyle f(x)=x+b}) 和单一的自由参数，而不是一个项目评分和另一个项目评分间的线性回归 ({\displaystyle f(x)=ax+b})。 该自由参数只不过就是两个项目评分间的平均差值。甚至在某些实例当中，它比线性回归的方法更准确，而且该算法只需要一半（甚至更少）的存储量。
例:
1. User A 对 Item I 评分为1 对Item J.评分为1.5
2. User B 对 Item I 评分为2.
3. 你认为 User B 会给 Item J 打几分?
4. Slope One 的答案是：2.5 (1.5-1+2=2.5).

举个更实际的例子，考虑下表：
| 顾客 | 项目 1 | 项目 2 | 项目 3 |
| ---- | ------ | ------ | ------ |
| John | 5      | 3      | 2      |
| Mark | 3      | 4      | 未评分 |
| Lucy | 未评分 | 2      | 5      |

在本例中，项目2和1之间的平均评分差值为 (2+(-1))/2=0.5. 因此，item1的评分平均比item2高0.5。同样的，项目3和1之间的平均评分差值为3。因此，如果我们试图根据Lucy 对项目2的评分来预测她对项目1的评分的时候，我们可以得到 2+0.5 = 2.5。同样，如果我们想要根据她对项目3的评分来预测她对项目1的评分的话，我们得到 5+3=8.
如果一个用户已经评价了一些项目，可以这样做出预测：简单地把各个项目的预测通过加权平均值结合起来。当用户两个项目都评价过的时候，权值就高。在上面的例子中，项目1和项目2都评价了的用户数为2,项目1和项目3 都评价了的用户数为1,因此权重分别为2和1.
我们可以这样预测Lucy对项目1的评价：
{\displaystyle {\frac {2\times 2.5+1\times 8}{2+1}}={\frac {13}{3}}=4.33}
于是，对“n”个项目，想要实现 Slope One，只需要计算并存储“n”对评分间的平均差值和评价数目即可。

## Slope One 的算法复杂度
设有“n”个项目，“m”个用户，“N”个评分。计算每对评分之间的差值需要n(n-1)/2 单位的存储空间，最多需要 m n2步.  计算量也有可能挺悲观的:假设用户已经评价了最多 y 个项目, 那么计算不超过n2+my2个项目间计算差值是可能的。 . 
如果一个用户已经评价过“x”个项目，预测单一的项目评分需要“x”步，而对其所有未评分项目做出评分预测需要最多 (n-x)x 步. 
当一个用户已经评价过“x”个项目时，当该用户新增一个评价时，更新数据库需要 x步.
可以通过分割数据（参照分割和稀疏存储（没有共同评价项目的用户可以被忽略）)来降低存储要求，

## 应用Slope One的推荐系统
- hitflip（页面存档备份，存于）  DVD推荐系统
- How Happy（页面存档备份，存于）
- inDiscover（页面存档备份，存于） MP3推荐系统
- RACOFI Composer
- Value Investing News（页面存档备份，存于） 股票新闻网站
- AllTheBests 购物推荐引擎

## 脚注
1. ↑  Slope One Predictors for Online Rating-Based Collaborative Filtering （页面存档备份，存于）
2. 1 2 3 4  Daniel Lemire, Anna Maclachlan, Slope One Predictors for Online Rating-Based Collaborative Filtering （页面存档备份，存于）, In SIAM Data Mining (SDM'05), Newport Beach, California, April 21-23, 2005.
3. ↑  Pu Wang, HongWu Ye, A Personalized Recommendation Algorithm Combining Slope One Scheme and User Based Collaborative Filtering, IIS '09, 2009.
4. ↑  DeJia Zhang, An Item-based Collaborative Filtering Recommendation Algorithm Using Slope One Scheme Smoothing, ISECS '09, 2009.
5. ↑  Slobodan Vucetic, Zoran Obradovic: Collaborative Filtering Using a Regression-Based Approach. Knowl. Inf. Syst. 7(1): 1-22 (2005)
6. ↑  Badrul M. Sarwar, George Karypis, Joseph A. Konstan, John Riedl: Item-based collaborative filtering recommendation algorithms. WWW 2001: 285-295
7. ↑  Greg Linden, Brent Smith, Jeremy York, "Amazon.com Recommendations: Item-to-Item Collaborative Filtering," IEEE Internet Computing, vol. 07,  no. 1,  pp. 76-80,  Jan/Feb,  2003